# گرومن اف‌اف
گرومن اف‌اف (به انگلیسی: Grumman FF) یک هواپیمای ساختِ کارخانهٔ گرومن در کشور ایالات متحده آمریکا است که در سال ۱۹۳۲–۱۹۳۴ ساخته شد. نخستین استفاده‌کنندهٔ این هواپیما نیروی دریایی ایالات متحده آمریکا بوده‌است. این هواپیما برای نخستین بار در ۲۹ دسامبر ۱۹۳۱ میلادی مورد استفاده قرار گرفت.